# Nogometna reprezentacija Kiribatija
Nogometna reprezentacija Kiribatija predstavlja državu Kiribati u nogometu. Pod nadzorom je Nogometnog saveza Kiribatija (eng. Kiribati Islands Football Association) koji nije član FIFA-e, ali je član oceanijske nogometne federacije OFC-a. Od svibnja 2016. godine Kiribati je član Konfederacije neovisnih nogometnih saveza (ConIFA).
Reprezentacija Kiribatija nikada u povijesti nije ostvarila pobjedu. Također, nikada nisu odigrali utakmicu na domaćem terenu zato što na Nacionalnom stadionu u Bairikiju nema trave, već je to pješčani teren.

## Nastupi na Pacifičkim igrama
Na Pacifičkim igrama (ranije Južnopacifičke igre) Kiribati je nastupio tri puta - 1979., 2003. i 2011. godine. Na ukupno deset utakmica na Pacifičkim igrama ostvarili su jednako toliko poraza uz gol-razliku 4:122.
| Nadnevak           | Protivnik          | Rezultat | Natjecanje                       | Izvor |
| ------------------ | ------------------ | -------- | -------------------------------- | ----- |
| 22. kolovoza 1979. | Papua Nova Gvineja | 0:13     | Južnopacifičke igre, grupna faza | [ 3 ] |
| 24. kolovoza 1979. | Fidži              | 0:24     | Južnopacifičke igre, grupna faza | [ 3 ] |
| 30. lipnja 2003.   | Tuvalu             | 2:3      | Južnopacifičke igre, grupna faza | [ 3 ] |
| 3. lipnja 2003.    | Salomonski Otoci   | 0:7      | Južnopacifičke igre, grupna faza | [ 3 ] |
| 5. lipnja 2003.    | Fidži              | 0:12     | Južnopacifičke igre, grupna faza | [ 3 ] |
| 7. lipnja 2003.    | Vanuatu            | 0:18     | Južnopacifičke igre, grupna faza | [ 3 ] |
| 30. kolovoza 2011. | Fidži              | 0:9      | Pacifičke igre, grupna faza      | [ 4 ] |
| 1. rujna 2011.     | Cookovi otoci      | 0:2      | Pacifičke igre, grupna faza      | [ 4 ] |
| 3. rujna 2011.     | Papua Nova Gvineja | 1:17     | Pacifičke igre, grupna faza      | [ 4 ] |
| 5. rujna 2011.     | Tahiti             | 1:17     | Pacifičke igre, grupna faza      | [ 4 ] |